# Secure Digital

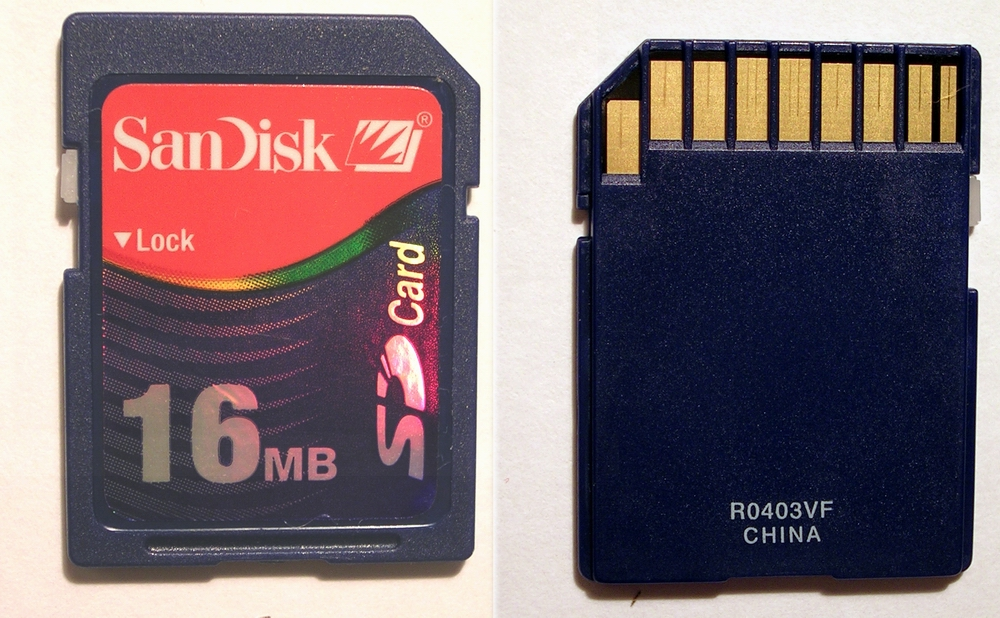
SD-карта

Secure Digital Memory Card (SD) — портативна флеш-карта пам'яті, використовується в цифрових фотоапаратах, мобільних телефонах, плеєрах тощо. Розроблена в 2001 році фірмою «SanDisk» на основі MultiMediaCard (MMC). Оригінальний розмір — 24x32x2,1 мм, пізніше з'явилися численні модифікації в бік мінітюарізації.
Карта забезпечена власним контролером і спеціальною областю, здатною, на відміну від MMC, записувати інформацію так, щоб було заборонено незаконне читання інформації відповідно до вимог «Secure Digital Music Initiative», що було закріплено в назві — «Secure Digital». SD використовує спеціальний протокол запису, який недоступний звичайним користувачам.
У більшості випадків SD можна замінити MMC-картою. Заміна у зворотному напрямі зазвичай неможлива, оскільки SD товстіша і може просто не увійти до слота для MMC.
Обсяг пам'яті може бути:
- Для стандарту SD 1.0 від 8 МБ до 2 ГБ;
- Для стандарту SD 1.1 можливий розмір до 4 ГБ;
- Стандарт SDHC дозволяє місткість до 32 ГБ;
- Стандарт SDXC дозволяє місткість до 2 ТБ;
- Стандарт SDUC дозволяє місткість до 128 ТБ

Швидкість обміну SD карт, як і у випадку з CD-ROM задається числом-множником. 1X = 150 КіБ/с. Прості карти мають швидкість 6x (900 КіБ/с), найновіші, — 150X (22500 КіБ/с).

## MicroSD та MiniSD
Для мініатюрних приладів розроблені miniSD розміром 20x21,5x1,4 мм і найменша зі всіх карт — MicroSD (раніше відома як TransFlash) розміром 11x15x1 мм. Карти MiniSD і MicroSD мають адаптери, за допомогою яких їх можна вставляти в будь-який слот для звичайної SD-карти.
Карти пам'яті стандарту MicroSD призначені для використання в мобільних телефонах (набір функцій яких включає цифрову фотозйомку, відтворення MP3-файлів, відео-ігри, органайзер), камкодерах і т. д. За дизайном і функціями карти пам'яті MicroSD схожі на звичайні SIM-картки, проте перевершують їх у ємності та швидкості передачі даних. Створення карт пам'яті невеликих розмірів (11х15х1мм) стало можливим завдяки використанню чипів MLC і останнім розробкам SanDisk в області упаковки мікросхем і технологій виробництва контролерів.

## SDHC

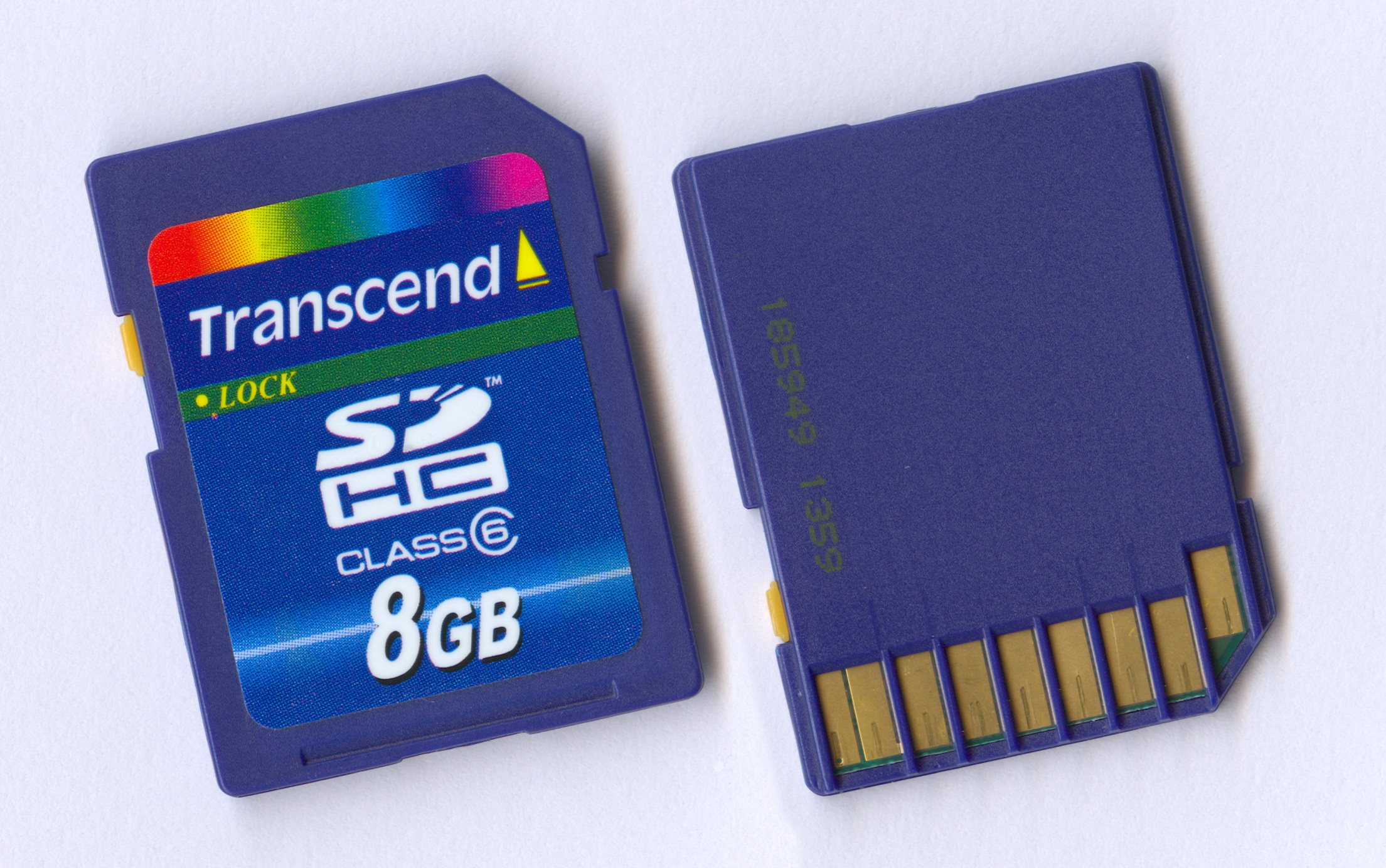
Карта SDHC Class 6

SDHC — Secure Digital High Capacity — змінна карта флеш-пам'яті Secure Digital високої місткості, що задовольняє специфікації SDA 2.00, введеною SD Card Association (SDA), що об'єднує близько 500 виробників карт флеш-пам'яті. SDHC став розвитком популярного формату SD (Secure Digital), успадкувавши більшість його характеристик.
Максимальний обсяг карт SDHC збільшений до 64 ГБ. Карти цього типу використовують файлову систему FAT32 (для SD використовувалася FAT16/12).
Карти SDHC не сумісні з читачами карт і іншими пристроями, що працювали з SD-картами. А ось пристрої, здатні працювати з SDHC-картами, підтримують також і SD-карти.

## SD Speed Class

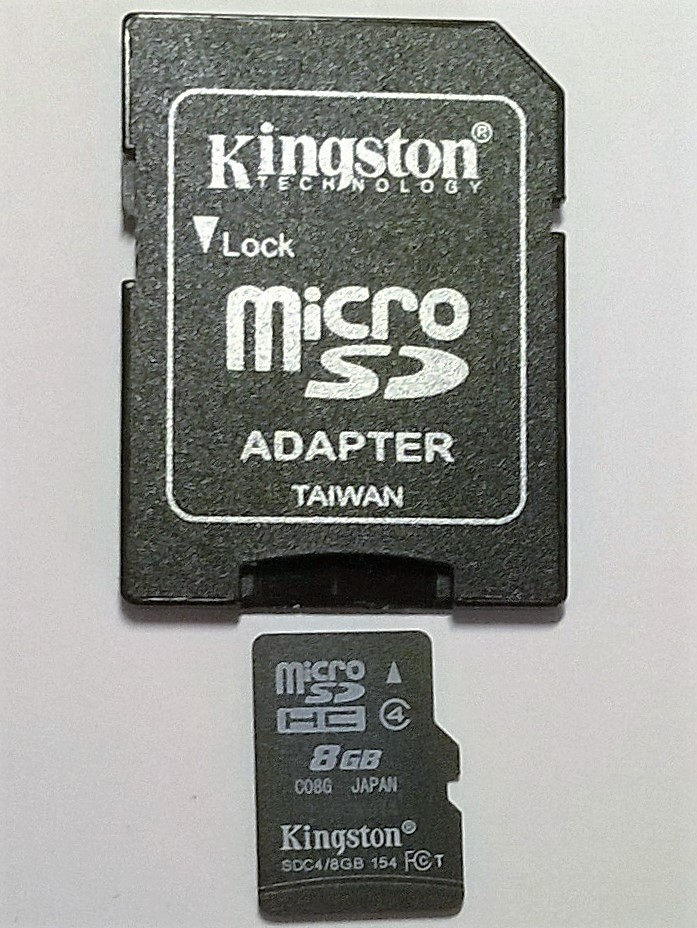
Micro SD адаптер

SD Card Association ввела також класифікацію швидкісних характеристик карт і пристроїв для роботи з ними, так званий SD Speed Class. Спочатку визначено три варіанти: SD Class 2 (швидкість запису від 2 МБ/с), SD Class 4 (швидкість запису від 4 МБ/с), SD Class 6 (швидкість запису від 6 МБ/с).

## SDIO

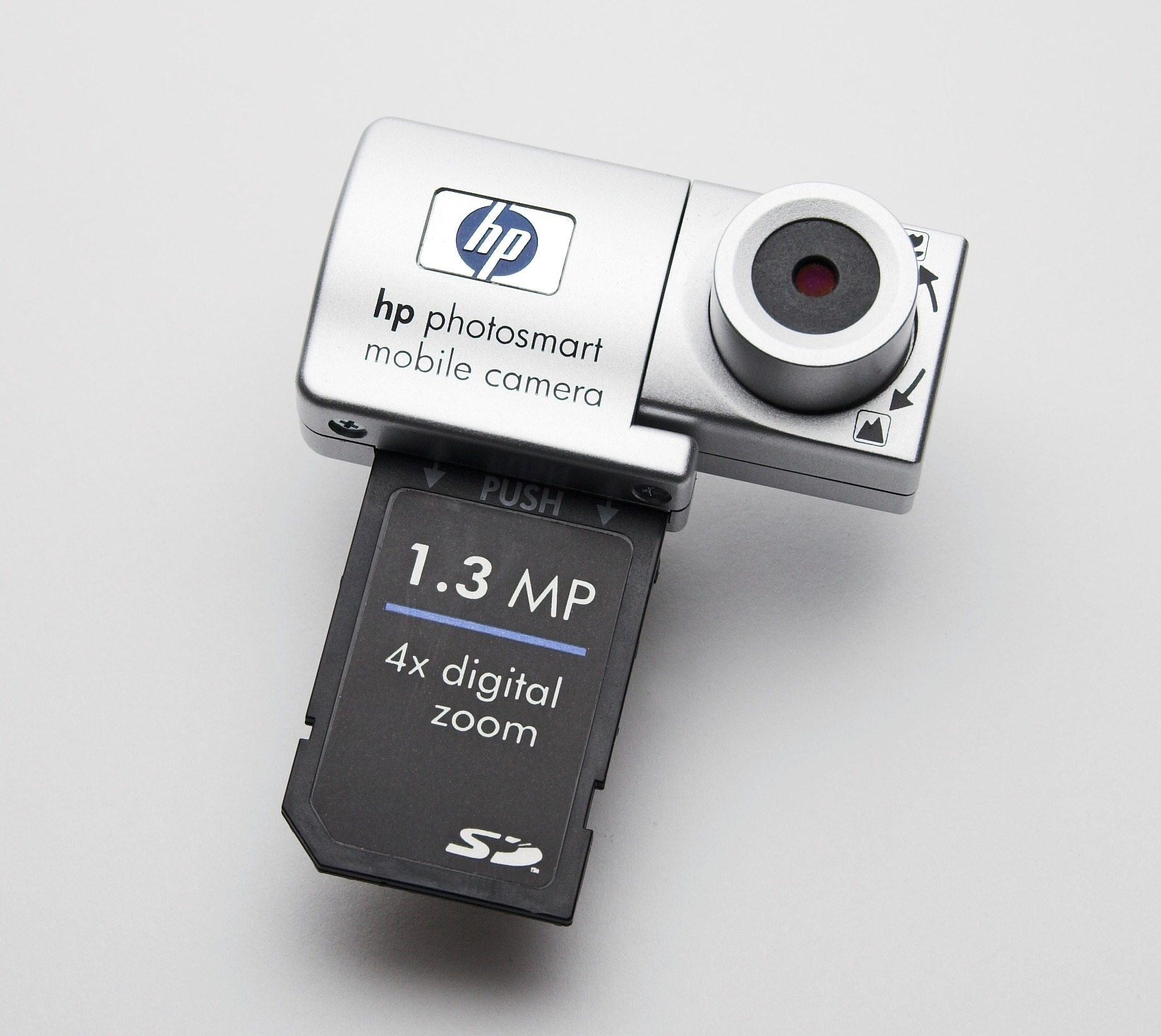
Камера з інтерфейсом SDIO може бути підключена до деяких пристроїв HP iPAQ

SDIO означає Secure Digital ввід-вивід.
Роз'єм SD насправді може бути використаний не тільки для флеш-карт. Пристрої, що підтримують SDIO (зазвичай це кишенькові персональні комп'ютери (КПК) (ручні комп'ютери) як Palm Treo, але також зустрічається в малих ноутбуках і мобільних телефонах) можуть застосовувати малі прилади, спроектовані для форм фактору SD, це можуть бути GPS-приймачі, Wi-Fi чи Bluetooth адаптери, модеми, Ethernet адаптери, зчитувачі штрих-коду, адаптери IrDA, FM-радіо чи TV тюнери, RFID зчитувачі, цифрові камери, або інші накопичувачі даних такі як жорсткі диски.
Серед запропонованих, але поки не реалізованих розширень — послідовні адаптери RS-232, сканери відбитків пальців, адаптери з SDIO на USB (щоб дозволити пристроям з інтерфейсом SDIO використовувати USB периферію та з'єднуватися з ПК), зчитувачі магнітних смуг, комбіновані трансивери Bluetooth/Wi-Fi/GPS, стільникові модеми (PCS, CDPD, GSM тощо), та адаптери APRS/TNC.
SDIO-карти повністю сумісні з контролерами карт пам'яті SD (включаючи механіку, живлення, електрику, сигнали і софт). Коли SDIO-карта вставляється в не-SDIO адаптер, він не стане причиною фізичного пошкодження чи виходу з ладу ані пристрою, ані контролера. Топологія шини SPI є обов'язковою для SDIO, але не для пам'яті SD. Більшість команд SD-пам'яті не підтримується SDIO. SDIO-карти можуть містити 8 окремих логічних карт, хоча наразі для більшості це функції пам'яті та вводу-виводу. Слоти SD приймають лише SD-карти. Слоти SDIO приймають SD-карти та SDIO-карти.

## Embedded SD
Консорціум SD Card Association у вересні 2008 оголосив про розробку нового формату цифрових карт пам'яті Embedded SD. Карти пам'яті Embedded SD вбудовуватимуться в портативну цифрову техніку і стільникові телефони безпосередньо їхніми виробниками, позбавляючи користувача від необхідності докуповувати карту пам'яті відразу ж після придбання пристрою. Карти пам'яті Embedded SD матимуть максимальний розмір 32 ГБ. Таким чином, завдяки тому, що існуючий стандарт SDHC також підтримує 32 ГБ, користувачі зможуть збільшувати ємність пам'яті своїх портативних пристроїв до 64 ГБ. Специфікація Embedded SD буде завершена в листопаді 2008 р. Вона включить опис фізичних і електричних параметрів слотів для розміщення карт усередині пристроїв. Стандарт буде повністю сумісний з поточним стандартом SDHC.